# Grégoire Bouillier
Pour les articles homonymes, voir Bouillier.
 (avril 2017).
Grégoire Bouillier, né le 22 juin 1960 à Tizi Ouzou (alors situé en Algérie française), est un écrivain français,.

## Biographie
Né en Algérie française parce que son père y effectue alors son service militaire, Grégoire Bouillier regagne avec ses parents la métropole dès l'âge de trois semaines et ne quittera plus Paris.
Après de nombreuses errances durant lesquelles il se retrouve successivement à la rue, puis employé de bureau dans une agence de presse, il devient peintre et journaliste. Il a été rédacteur en chef adjoint pour la revue Science et Vie.
Ses récits autobiographiques ne contiennent ni éléments fictifs, ni forme romanesque ; l'ambition qu'y exprime l'auteur est de proposer un « rapport » sur le réel, poétique — distinguant Grégoire Bouillier du mouvement de l'autofiction. Placés sous la tutelle poétique de Michel Leiris et jouant sur le thème de l'inventivité de la vie, ses livres ont par ailleurs été bien accueillis par la critique.
Il est traduit aux États-Unis, en Italie, en Espagne et en Allemagne.

## Œuvres
- Rapport sur moi, éditions Allia, 2002[5]

Prix de Flore 2002
- L'Invité mystère, Allia, 2004 (mettant en scène notamment Sophie Calle)
- Cap Canaveral, Allia, 2008
- Le Dossier M, Flammarion, 2017[6]

Prix Décembre 2017
- Le Dossier M, Livre 2, Flammarion, 2018
- Charlot déprime suivi de Un rêve de Charlot, Flammarion, 2019
- Le Dossier M, Livre 3 : Violet, J'ai lu, 2020
- Le Dossier M, Livre 4 : Noir, J'ai lu, 2020
- Le Dossier M, Livre 5 : Jaune, J'ai lu, 2020
- Le Dossier M, Livre 6 : Vert, J'ai lu, 2020
- Le cœur ne cède pas, Flammarion, 2022, 912 p.  (ISBN 9782080247377)[8].

Prix André-Malraux 2022
Le choix Goncourt de la Pologne 2022
Prix Balzac 2023 
- Le syndrome de l'Orangerie, Flammarion, 2024, 432 p.  (ISBN 9782080445742).

### Radio
- « Grégoire Bouillier : à la recherche d'une vie », France Culture, Répliques par Alain Finkielkraut, le 14 janvier 2023